# 陳彥伯 (台灣政務官)
陳彥伯，中華民國政府官員，現任交通部政務次長，1985年從國立成功大學畢業，1990年考入交通部從事路政事務，2016年任交通部公路總局局長，2020年5月20日出任交通部政務次長
，2022年7月19日出任中央流行疫情指揮中心副指揮官。
2024年8月20日，因時任交通部部長李孟諺涉及婚外情辭職，由交通部政務次長陳彥伯擔任代理部長。